# Wernsbach bei Windsbach
Wernsbach bei Windsbach is een plaats in de Duitse gemeente Neuendettelsau, deelstaat Beieren, en telt 128 inwoners (2007).

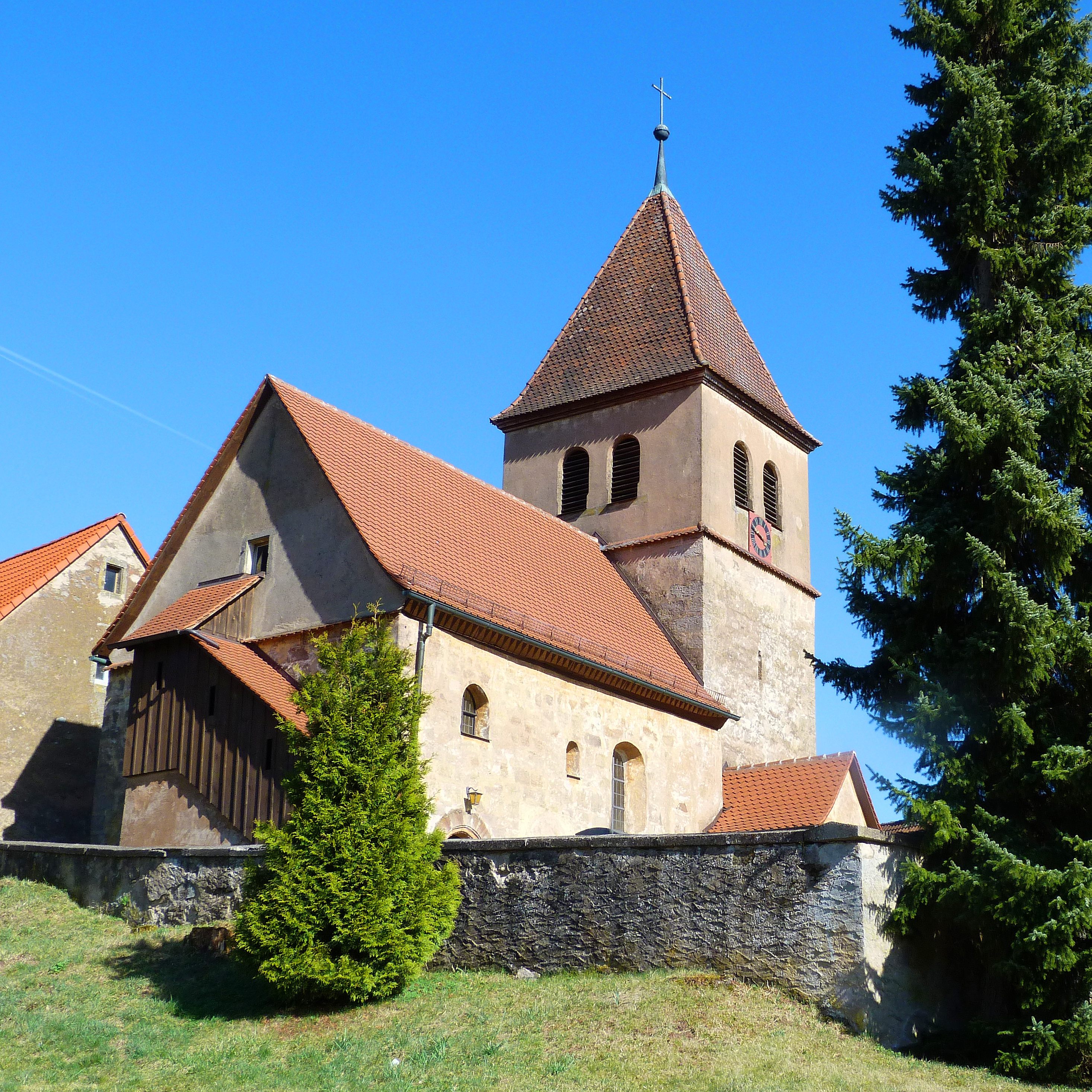
Kerk in Wernsbach
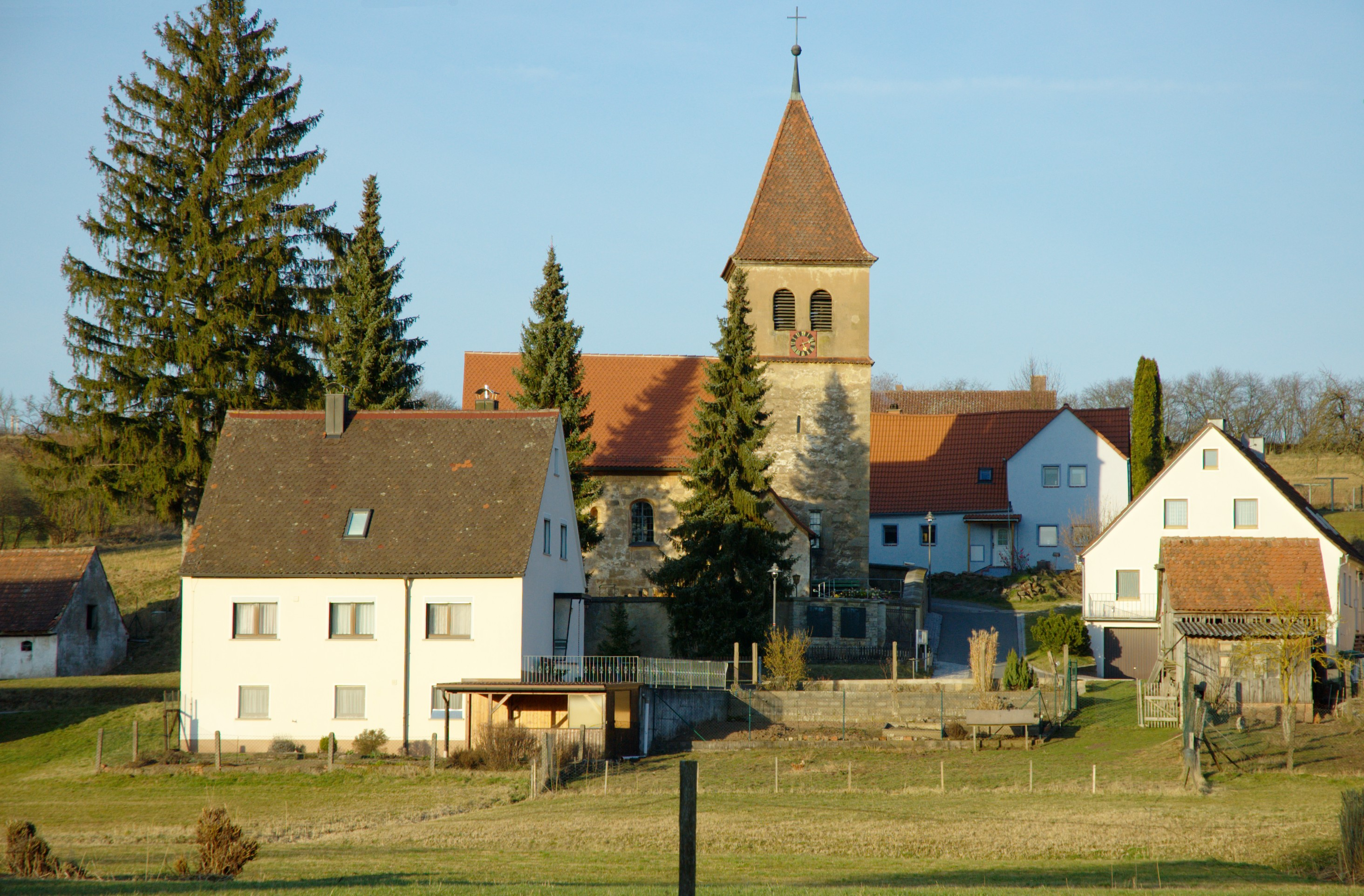
Wernsbach